# Cybister cardoni
Cybister cardoni là một loài bọ cánh cứng trong họ Bọ nước. Loài này được Severin miêu tả khoa học năm 1890.